# Marie-José Nadal-Gardère
Marie-José Nadal-Gardère (n. 1931) es una escultora y pintora de Haití. 

## Datos biográficos
Nacida en la capital Puerto Príncipe, Nadal-Gardère estudió en Francia y posteriormente en Canadá, donde adquirió conocimientos de escultura en cerámica y metal. 
Sus obras han sido presentadas en Canadá, los Estados Unidos el Caribe y Europa Occidental. Ella es la propietaria de la Galería Marassa en Pétionville, un suburbio de Port-au-Prince.
Bibliografía de Nadal-Gardère
Marie-José Nadal-Gardère junto a Gérald Bloncourt presentó el año 1986 el libro titulado La Peinture haïtienne; impreso por Nathan editores.